# Кутузовский сельский округ (Московская область)
Кутузовский сельский округ — упразднённая административно-территориальная единица, существовавшая на территории Солнечногорского района Московской области в 1994—2006 годах.
Кутузовский сельсовет был образован в 1926 году в составе Ульяновской волости Московского уезда Московской губернии путём выделения из Рузинского с/с.
В 1926 году Кутузовский с/с включал деревни Кутузово, Новое Малино и Старое Малино, посёлок Медведки и совхоз Медведки.
В 1929 году Кутузовский с/с был отнесён к Сходненскому району Московского округа Московской области. При этом к нему были присоединены Каменский и Скрипицинский с/с.
27 сентября 1932 года в связи с ликвидацией Сходненского района Кутузовский с/с был передан в Солнечногорский район.
22 марта 1934 года из Горетовского с/с в Кутузовский было передано селение Каменка.
28 мая 1940 года Кутузовский с/с был передан в новый Химкинский район.
14 июня 1954 года к Кутузовскому с/с был присоединён Брёховский с/с.
28 июля 1960 года Химкинский район был упразднён, а Кутузовский с/с передан в воссозданный Солнечногорский район.
30 сентября 1960 года к Кутузовскому с/с был присоединён Юрловский с/с.
26 декабря 1962 года Солнечногорский район был переименован в Солнечногорский сельский, в состав которого вошёл Кутузовский с/с. 
21 ноября 1964 года Солнечногорский сельский район был переименован в Солнечногорский, в состав которого вошёл Кутузовский с/с.
8 июля 1975 года из Кутузовского с/с в черту рабочего посёлка Крюково было передано селение Каменка.
5 мая 1988 года центр Кутузовского с/с был перенесён в деревню Брёхово.
3 февраля 1994 года Кутузовский с/с был преобразован в Кутузовский сельский округ.
В ходе муниципальной реформы 2004—2005 годов Кутузовский сельский округ прекратил своё существование как муниципальная единица. При этом все его населённые пункты были переданы в сельское поселение Кутузовское.
29 ноября 2006 года Кутузовский сельский округ исключён из учётных данных административно-территориальных и территориальных единиц Московской области.